# 南台街道 (西充县)
南台街道，是中华人民共和国四川省南充市西充县下辖的一个乡镇级行政单位。2019年10月，撤销晋城镇和永清乡，设立南台街道，以原晋城镇西街社区、南街社区、鹤鸣路社区、建设路社区、天宝寺社区、库楼坝社区、鹤鸣庵社区，以及黄家湾村、黄桷寺村、滴水岩村、刘家垭村和原永清乡所属行政区域为南台街道的行政区域。

## 行政区划
南台街道下辖以下地区：
西街社区、南街社区、鹤鸣路社区、建设路社区、天宝寺社区、库楼坝社区、鹤鸣庵社区，以及黄家湾村、黄桷寺村、滴水岩村、刘家垭村，公子坪村、傅家沟村、大毛坪村、小梨沟村、赵山沟村、分水岭村、盐井坝村、广川庙村、南岷山村、清河桥村和石牛山村。